# Зобин, Вадим Николаевич
Вадим Николаевич Зо́бин (26 мая 1938, Москва — 21 октября 2010, там же) — советский и российский телережиссёр, сценарист и актёр. Заслуженный деятель искусств Российской Федерации (1994).

## Биография
По первой профессии Вадим Зобин был инженером-металлуром и до 1970 года работал на разных предприятиях страны. Будучи инженером, в 1960-е годы играл главные роли в Студенческом театре МГУ. Среди его заметных ролей был Артуро Уи в пьесе «Карьера Артуро Уи», поставленной Сергеем Юткевичем и Марком Захаровым в 1964 году, Дракон в одноименной сказке Евгения Шварца и Вельзевул в «Чёртовой мельнице» по пьесе Яна Дрды и Исидора Штока, также в постановке Захарова.
Одновременно с работой обучался на режиссёрском отделении Высших курсов сценаристов и режиссёров в Москве, которое окончил в 1970 году. Во время учёбы исполнил яркую роль в картине Михаила Швейцера «Время, вперёд!» (1965), однако в дальнейшем как актёр себя практически не проявил.
По окончании курсов работал режиссёром телевизионного кинематографа: сначала творческого объединения «Экран», затем «Союзтелефильма».
В 1977 окончил Московский станкоинструментальный институт.

Член Союза кинематографистов СССР.
В 1990—2000-е годы был по-прежнему востребован на телевидении. Успех сопутствовал сериалу «Петербургские тайны», где Зобин не только выступил одним из режиссёров, но и, увлёкшись сюжетом, досочинил заключительную часть под названием «Развязка Петербургских тайн», в 1997 году изданную отдельной книгой, а в 1999 году экранизированную в рамках сериала.
В дальнейшем работал преимущественно как сценарист. Вместе с Леонидом Пчёлкиным обратился к циклу романов Александра Вельтмана «Приключения, почёрпнутые из моря житейского». Они планировали экранизировать все пять частей в 40 сериях, однако из-за проблем с финансированием и череды трагедий, связанных с исполнителями главных ролей (Наталья Гундарева, Николай Караченцов), отснять удалось только первые 10 (сериал «Саломея»).
Скончался на 73-м году жизни 21 октября 2010 года. Похоронен на Троекуровском кладбище Москвы.

## Фильмография

### Режиссёр
- 1970 — Монолог
- 1972 — Нервы... Нервы...
- 1973 — Рассказы А. П. Чехова исполняет Игорь Ильинский (фильм-спектакль)
- 1976 — Дни хирурга Мишкина (трёхсерийный фильм)
- 1978 — Мальчишки
- 1980 — К кому залетел певчий кенар
- 1981 — Шофёр на один рейс
- 1983 — Среди тысячи дорог
- 1984 — Неизвестный солдат
- 1985 — Перед самим собой
- 1986 — Орфей спускается в ад (фильм-спектакль)
- 1988 — Воскресенье, половина седьмого (четырёхсерийный фильм)
- 1991 — Портрет мадемуазель Таржи
- 1992 — Профессия — композитор. Николай Каретников (документальный)
- 1994 — Петербургские тайны (телесериал)

### Сценарист
- 1970 — Монолог
- 1991 — Портрет мадемуазель Таржи
- 1994—1999 — Петербургские тайны
- 2001 — Саломея (телесериал, не завершён)
- 2002 — За кулисами (мини-сериал)
- 2003 — Сибирочка (мини-сериал)
- 2005 — Счастье ты моё (мини-сериал)
- 2009 — Вербное воскресенье (мини-сериал)
- 2009 — Московский дворик (мини-сериал)
- 2011 — Забытый (мини-сериал)
- 2011 — Сделано в СССР (телесериал)
- 2012 — Соло на саксофоне

### Роли в кино
- 1965 — Время, вперёд! — Мося, весёлый рабочий-бетонщик
- 1966 — Путешествие
  - в новеллах «Папа, сложи!» — эпизод в парке культуры и отдыха 
  - «Завтраки сорок третьего года» — парень с гитарой
- 1987 — Прошу не называть мою фамилию

### Помощник режиссёра
- 2008 — Стиляги